# Давао
Давао (на тагалог: Lungsod ng Dabaw) е град във Филипините, най-големият град и най-голямото пристанище на остров Минданао. Градът е основан през 1848 година от испанските колонисти. Статутът на град официално е обявен от президента на 1 март 1937 година. Населението на града по данни от 2005 година е 1 725 355 души, като той е третият по големина град в страната. Общата му площ е 2444 км².